# Liriomyza helichrysivora
Liriomyza helichrysivora este o specie de muște din genul Liriomyza, familia Agromyzidae, descrisă de Spencer în anul 1965. Conform Catalogue of Life specia Liriomyza helichrysivora nu are subspecii cunoscute.